# Cantonul Montélimar-2
Cantonul Montélimar-2 este un canton din arondismentul Nyons, departamentul Drôme, regiunea Rhône-Alpes, Franța.

## Comune
- Allan
- Châteauneuf-du-Rhône
- Espeluche
- La Touche
- Malataverne
- Montboucher-sur-Jabron
- Montélimar (parțial, reședință)
- Portes-en-Valdaine
- Puygiron
- Rochefort-en-Valdaine